# Павленко Микола Іванович
Павленко Микола Іванович (* 15 лютого 1916, станиця Уманська Єйського відділу Кубанської області — 9 червня 2016) — російський історик і письменник, заслужений діяч науки Росії, фахівець з вітчизняної історії XVII—XVIII ст. Член Спілки письменників (з 1987). Професор.

## Біографія
У 1933—1936 працював учителем у сільських школах Краснодарського краю, одночасно навчався на заочному відділенні історичного факультету Ростовського педінституту.
У 1939—1946 служив в Радянській армії, командував ротою. Учасник війни з Японією, нагороджений орденом Червоної Зірки.
З 1949 працював в Інституті історії СРСР АН СРСР, в 1969—1975 — завідувач сектором джерелознавства та допоміжних історичних дисциплін Інституту історії СРСР. З 1954 одночасно займався викладацькою діяльністю. Працюючи в Інституті історії, Павленко виступив на захист т. н. «Новонаправленцев» — групи істориків, які ставили під питання неминучість Жовтневої революції в Росії. У лютому 1975 сектор Павленко був розформований. Після чого він покинув Інститут історії СРСР. У 1975—1990 — професор Московського державного педагогічного інституту ім. В. І. Леніна
Співавтор підручника «Історія Росії з найдавніших часів до 1861 року» (спільно з І. Л. Андрєєвим, В. Б. Кобриним, В. А. Федоровим, перше видання вийшло у світ в 1989).
Основною темою наукових досліджень Н. І. Павленка в 50-60-х рр.. була історія металургійної промисловості. З 1970-х років наукові інтереси М. І. Павленко все помітніше концентруються на одній, провідній темі в проблематиці історії Росії XVIII ст., — діяльності і реформах Петра I.
Кандидат історичних наук — 1949, тема дисертації "Берг-колегія. 1719—1742 рр.. (Організація управління металургійною промисловістю в першій половині XVIII ст. ".
Доктор історичних наук — 1963, тема дисертації «Історія металургії в Росії XVIII століття: Заводи та власники заводів» (рос. «История металлургии в России XVIII века: Заводы и заводовладельцы»).

## Освіта
- Педагогічний технікум міста Єйська (1933).
- Московський державний історико-архівний інститут (МДІАІ, 1939; перевівся з третього курсу Ростовського Педагогічного інституту в 1936 році).
- Аспірантура МДІАІ. Учень професора А. А. Новосельського.

## Нагороди
- 15 лютого 2006 нагороджений орденом Знак Пошани за великий внесок у розвиток вітчизняної та світової культури і багаторічну творчу діяльність.
- Почесний громадянин міста Єйська.

## Праці
- Развитие металлургической промышленности России в первой половине XVIII в. Промышленная политика и управление. М., 1953. (рос.)
- История металлургии в России XVIII века: Заводы и заводовладельцы. М., 1962. (рос.)
- Пётр Первый. М., ЖЗЛ, 1975, 1976, 2000, 2005, 2007, 2010. (рос.)
- Александр Данилович Меншиков. М., 1984. (рос.)
- Птенцы гнезда Петрова. М., 1984, 1988, 1989, 1994. (рос.)
- Полудержавный властелин. М., 1988. (рос.)
- Петр Великий. М., 1990, 1994. (рос.)
- Страсти у трона. М., 1996. (рос.)
- Вокруг трона. М., 1998. (рос.)
- Екатерина Великая. М., 1999. (рос.)
- Соратники Петра. М., 2001 (в соавторстве с О. Ю. Дроздовой и И. Н. Колкиной). (рос.)
- Анна Иоанновна. Немцы при дворе. М., 2002. (рос.)
- Меншиков. — 2-е изд. — М. «Молодая гвардия», 2005. (рос.)
- Пётр II. — М. «Молодая гвардия», ЖЗЛ, 2006. (рос.)
- Царевич Алексей. М.,ЖЗЛ, 2008. (рос.)
- Лефорт. — М. «Молодая гвардия», 2009. — 232 с. (рос.)